# بخش پیرپونت (شهرستان اشتابولا، اوهایو)
بخش پیرپونت (به انگلیسی: Pierpont Township) یک منطقهٔ مسکونی در ایالات متحده آمریکا است که در شهرستان آشتابولا، اوهایو واقع شده‌است.
 بخش پیرپونت ۷۲٫۷ کیلومتر مربع مساحت و ۱٬۲۸۵ نفر جمعیت دارد و ۳۰۲ متر بالاتر از سطح دریا واقع شده‌است.